# Dicranomyia fumibasalis
Dicranomyia fumibasalis är en tvåvingeart som först beskrevs av Alexander 1937.  Dicranomyia fumibasalis ingår i släktet Dicranomyia och familjen småharkrankar. Inga underarter finns listade i Catalogue of Life.